# 冯佐库
冯佐库（1954年8月—），男，汉族，辽宁人，中华人民共和国政治人物，曾任中国人民对外友好协会副会长，第十二届全国政协委员。